# Marcos Baghdatis
Marcos Baghdatis (griechisch Μάρκος Παγδατής – Márkos Pagdatís; * 17. Juni 1985 in Limassol) ist ein ehemaliger zyprischer Tennisspieler.

## Karriere
Baghdatis zog mit 13 Jahren nach Paris und trainierte dort an einer Tennisakademie. 2003 war er der beste Juniorenspieler der Welt – unter anderem gewann er die Juniorenkonkurrenz der Australian Open 2003 – und zog wie schon 2002 ins Finale der US Open ein.
Er erreichte 2005 bei den Swiss Indoors in Basel sein erstes Finale bei einem ATP-Turnier und schaffte als erster Vertreter seines Landes den Sprung in die Top 100 der Weltrangliste.
Sein größter Erfolg war der Finaleinzug 2006 bei den Australian Open, in deren Verlauf er sich unter anderem gegen die gesetzten Spieler Andy Roddick (Nummer 2), Ivan Ljubičić (7) und David Nalbandian (4) durchsetzte. Im Endspiel musste er sich dem Weltranglistenersten Roger Federer mit 7:5, 5:7, 0:6, 2:6 geschlagen geben. Damit zählte Baghdatis erstmals in seiner Karriere zu den besten 30 Spielern der Welt. Sein wohl spektakulärstes Match bestritt er 2006 bei den US Open, als er in der zweiten Runde auf Andre Agassi traf. In einer sehr umkämpften Partie gewann Agassi am Ende in fünf Sätzen.
Ein weiteres spektakuläres Match lieferte sich Baghdatis 2007 im Viertelfinale von Wimbledon mit Novak Đoković. Die Begegnung dauerte volle fünf Stunden, Baghdatis unterlag schließlich mit 6:7, 6:7, 7:6, 6:4 und 5:7.
Die Saison 2010 begann für ihn mit einem Turniersieg in Sydney. Im Finale besiegte er Richard Gasquet mit 6:4 und 7:6.
Bei den Australian Open 2012 erregte Baghdatis besondere Aufmerksamkeit. Während der Zweitrundenpartie gegen Stanislas Wawrinka (6:7, 4:6, 7:5, 1:6) zertrümmerte er aus Wut über ein verlorenes Aufschlagspiel in kurzer Zeit vier Tennisschläger. Bei den Olympischen Spielen 2012 in London führte er bei der Eröffnungsfeier die zyprische Delegation als Fahnenträger an.
2019 trat er nach seiner Zweitrundenniederlage gegen Matteo Berrettini in Wimbledon vom Profisport zurück.

## Wirkung
Baghdatis ist in seinem Heimatland Zypern ein Volksheld. Er löste 2006 mit seinem Einzug ins Endspiel der Australian Open enorme Euphorie und einen Tennisboom aus. Laut einer Umfrage vor dem Turnier war Baghdatis nach dem damaligen Staatspräsidenten Tassos Papadopoulos die zweitbekannteste Person in Zypern. Einzigartig sind auch seine Fans, die ihn während seiner Spiele lautstark unterstützen, wie es sonst eher bei Fußballspielen üblich ist. Aufgrund seiner großen Popularität entschied die zyprische Regierung, Baghdatis den obligatorischen Militärdienst zu erlassen.

## Privat
Marcos Baghdatis ist der Sohn eines griechisch-orthodoxen Vaters, der aus dem Libanon stammt. Seine Mutter Androula ist Zyperngriechin. Sein Vater Christos siedelte nach Zypern über, nachdem er Androula kennengelernt hatte. Die Eltern besitzen ein Bekleidungsgeschäft in Paramytha, einem kleinen Dorf nahe Limassol. Marcos hat drei Geschwister, Schwester Zena und zwei ältere Brüder, Marinos und Petros, die im Davis Cup auch schon für Zypern gespielt haben. Baghdatis ist gläubiger Christ, er bekreuzigt sich vor jedem Spiel. Er ist mit der ehemaligen kroatischen Tennisspielerin Karolina Šprem, mit der er eine Tochter hat, verheiratet. 2015 wurde eine zweite Tochter geboren.

## Erfolge
| Legende                                            |
| Grand Slam                                         |
| Tennis Masters Cup / ATP World Tour Finals         |
| ATP Masters Series / ATP World Tour Masters 1000   |
| ATP International Series Gold / ATP World Tour 500 |
| ATP International Series / ATP World Tour 250 (5)  |
| ATP Challenger Tour (11)                           |

| Titel nach Belag |
| Hartplatz (3)    |
| Sand (0)         |
| Rasen (0)        |
| Teppich (1)      |

### Einzel

#### Turniersiege

##### ATP World Tour
| Nr. | Datum              | Turnier   | Belag         | Finalgegner     | Ergebnis       |
| --- | ------------------ | --------- | ------------- | --------------- | -------------- |
| 1.  | 17. September 2006 | Peking    | Hartplatz     | Mario Ančić     | 6:4, 6:0       |
| 2.  | 4. Februar 2007    | Zagreb    | Hartplatz (i) | Ivan Ljubičić   | 7:64, 4:6, 6:4 |
| 3.  | 25. Oktober 2009   | Stockholm | Teppich (i)   | Olivier Rochus  | 6:1, 7:5       |
| 4.  | 16. Januar 2010    | Sydney    | Hartplatz     | Richard Gasquet | 6:4, 7:62      |

##### ATP Challenger Tour
| Nr. | Datum              | Turnier                | Belag         | Finalgegner        | Ergebnis      |
| --- | ------------------ | ---------------------- | ------------- | ------------------ | ------------- |
| 1.  | 24. Oktober 2004   | Bolton                 | Hartplatz (i) | Peter Wessels      | 6:1, 3:6, 6:2 |
| 2.  | 14. November 2004  | Bratislava             | Hartplatz (i) | Dominik Hrbatý     | 7:64, 7:63    |
| 3.  | 3. Juli 2005       | Pozoblanco             | Hartplatz     | Alejandro Falla    | 6:3, 6:3      |
| 4.  | 9. August 2009     | Vancouver (1)          | Hartplatz     | Xavier Malisse     | 6:4, 6:4      |
| 5.  | 13. September 2009 | Saint-Rémy-de-Provence | Hartplatz     | Xavier Malisse     | 6:4, 6:1      |
| 6.  | 18. Oktober 2009   | Taschkent              | Hartplatz     | Denis Istomin      | 6:3, 1:6, 6:3 |
| 7.  | 8. Juni 2014       | Nottingham             | Rasen         | Marinko Matosevic  | 6:4, 6:3      |
| 8.  | 3. August 2014     | Vancouver (2)          | Hartplatz     | Farrux Doʻstov     | 7:66, 6:3     |
| 9.  | 10. August 2014    | Aptos                  | Hartplatz     | Michail Kukuschkin | 7:67, 6:4     |
| 10. | 2. November 2014   | Genf                   | Hartplatz     | Michał Przysiężny  | 6:1, 4:6, 6:3 |
| 11. | 17. März 2019      | Shenzhen               | Hartplatz     | Stefano Napolitano | 6:2, 3:6, 6:4 |

#### Finalteilnahmen
| Nr. | Datum            | Turnier         | Belag         | Finalgegner       | Ergebnis             |
| --- | ---------------- | --------------- | ------------- | ----------------- | -------------------- |
| 1.  | 30. Oktober 2005 | Basel           | Teppich (i)   | Fernando González | 7:610, 3:6, 5:7, 4:6 |
| 2.  | 29. Januar 2006  | Australian Open | Hartplatz     | Roger Federer     | 7:5, 5:7, 0:6, 2:6   |
| 3.  | 18. Februar 2007 | Marseille       | Hartplatz (i) | Gilles Simon      | 4:6, 6:73            |
| 4.  | 17. Juni 2007    | Halle           | Rasen         | Tomáš Berdych     | 5:7, 4:6             |
| 5.  | 8. August 2010   | Washington      | Hartplatz     | David Nalbandian  | 2:6, 6:74            |
| 6.  | 24. Oktober 2010 | Moskau          | Hartplatz (i) | Viktor Troicki    | 6:3, 4:6, 3:6        |
| 7.  | 2. Oktober 2011  | Kuala Lumpur    | Hartplatz (i) | Janko Tipsarević  | 4:6, 5:7             |
| 8.  | 2. August 2015   | Atlanta         | Hartplatz     | John Isner        | 3:6, 3:6             |
| 9.  | 27. Februar 2016 | Dubai           | Hartplatz     | Stan Wawrinka     | 4:6, 6:713           |
| 10. | 1. Oktober 2017  | Chengdu         | Hartplatz     | Denis Istomin     | 2:3 aufg.            |

### Doppel

#### Turniersiege
| Nr. | Datum           | Turnier | Belag         | Partner         | Finalgegner           | Ergebnis |
| --- | --------------- | ------- | ------------- | --------------- | --------------------- | -------- |
| 1.  | 5. Februar 2012 | Zagreb  | Hartplatz (i) | Michail Juschny | Ivan Dodig Mate Pavić | 6:2, 6:2 |

#### Finalteilnahmen
| Nr. | Datum          | Turnier | Belag     | Partner      | Finalgegner                           | Ergebnis |
| --- | -------------- | ------- | --------- | ------------ | ------------------------------------- | -------- |
| 1.  | 6. Januar 2008 | Chennai | Hartplatz | Marc Gicquel | Sanchai Ratiwatana Sonchat Ratiwatana | 4:6, 5:7 |
| 2.  | 5. Mai 2013    | München | Sand      | Eric Butorac | Jarkko Nieminen Dmitri Tursunow       | 1:6, 4:6 |

## Bilanz bei Grand-Slam-Turnieren

### Einzel
| Turnier1                   | 2019 | 2018  | 2017  | 2016  | 2015  | 2014 | 2013  | 2012  | 2011  | 2010  | 2009  | 2008  | 2007  | 2006  | 2005  | 2004 | 2003 | 2002 | 2001 | 2000 | Gesamt  |
| -------------------------- | ---- | ----- | ----- | ----- | ----- | ---- | ----- | ----- | ----- | ----- | ----- | ----- | ----- | ----- | ----- | ---- | ---- | ---- | ---- | ---- | ------- |
| Australian Open            | Q1   | 2R    | 2R    | 1R    | 3R    | 1R   | 3R    | 2R    | 3R    | 3R    | AF    | 3R    | 2R    | F     | AF    | –    | –    | –    | –    | –    | F       |
| French Open                | –    | 1R    | 1R    | –     | 2R    | –    | 1R    | 2R    | 2R    | 3R    | 1R    | 1R    | AF    | 2R    | 1R    | –    | –    | –    | –    | –    | AF      |
| Wimbledon                  | 2    | 2R    | 2R    | 1R    | 3R    | 2R   | 1R    | 3R    | 3R    | 1R    | –     | AF    | VF    | HF    | 1R    | –    | –    | –    | –    | –    | HF      |
| US Open                    | –    | 2R    | 1R    | AF    | 1R    | 1R   | 3R    | 2R    | 1R    | 1R    | –     | –     | 1R    | 2R    | 1R    | 2R   | –    | –    | –    | –    | 3R      |
| Gewonnene Einzel-Titel     | 0    | 0     | 0     | 0     | 0     | 0    | 0     | 0     | 0     | 1     | 1     | 0     | 1     | 1     | 0     | 0    | 0    | 0    | 0    | 0    | 4       |
| Gesamt-Siege/-Niederlagen2 | 4:3  | 12:16 | 18:17 | 26:23 | 26:19 | 7:11 | 15:22 | 35:25 | 28:27 | 43:27 | 23:16 | 14:12 | 48:22 | 37:20 | 11:12 | 2:2  | 0:0  | 0:0  | 0:0  | 0:0  | 349:274 |
| Jahresendposition          | 179  | 124   | 102   | 36    | 46    | 85   | 86    | 36    | 44    | 20    | 42    | 100   | 16    | 12    | 56    | 153  | 179  | 1066 | 1379 | 1182 | N/A     |

Zeichenerklärung: S = Turniersieg; F, HF, VF, AF = Einzug ins Finale / Halbfinale / Viertelfinale / Achtelfinale; 1R, 2R, 3R = Ausscheiden in der 1. / 2. / 3. Hauptrunde bzw. Q1, Q2, Q3 = Ausscheiden in der 1. / 2. / 3. Qualifikationsrunde
1 Turnierresultat in Klammern bedeutet, dass der Spieler das Turnier noch nicht beendet hat; es zeigt seinen aktuellen Turnierstatus an. Nachdem der Spieler das Turnier beendet hat, wird die Klammer entfernt.

2 Stand: Karriereende